# Deilephila alboradiata
Deilephila alboradiata är en fjärilsart som beskrevs av Aylmer Bourke Lambert 1913. Deilephila alboradiata ingår i släktet Deilephila och familjen svärmare. Inga underarter finns listade i Catalogue of Life.